# Políptico de Pisa (Masaccio)
O Políptico de Pisa é um conjunto de pinturas a têmpera sobre madeira e fundo de ouro pintadas em 1426 pelo pintor italiano do Quattrocento Masaccio que se destinaram inicialmente a uma capela da Igreja do Carmo de Pisa e que se encontram actualmente dispersas por vários museus.
Originalmente (ver Reconstituição) o Políptico de Pisa devia ser composto por dez painéis principais, dos quais se conhecem actualmente apenas quatro, mais duas abas laterais com dois painéis cada e uma predela com três pequenos painéis, organizado em cinco níveis de registo duplo. Os quatro pequenos painéis das abas e os três da predela (dois deles com uma cena dupla) são conhecidos e estão preservados na Gemäldegalerie de Berlim.
Destinado à capela da sua família na Igreja do Carmo de Pisa, o notário Giuliano de San Giusto encomendou o Políptico de Pisa, que é a obra de Masaccio melhor documentada graças ao cliente ter registado todos os pagamentos e solicitações que fez ao pintor.
Tem sido debatida a questão da reprodução de modelos antigos por Masaccio. No Políptico de Pisa, o motivo estriado na base do trono da Virgem parece copiado de sarcófagos, o que coloca a questão ainda mais controversa da colaboração do seu amigo Brunelleschi, que é mais evidente no sarcófago que está na base da Trindade obra posterior para a igreja de Santa Maria Novella em Florença.

## História

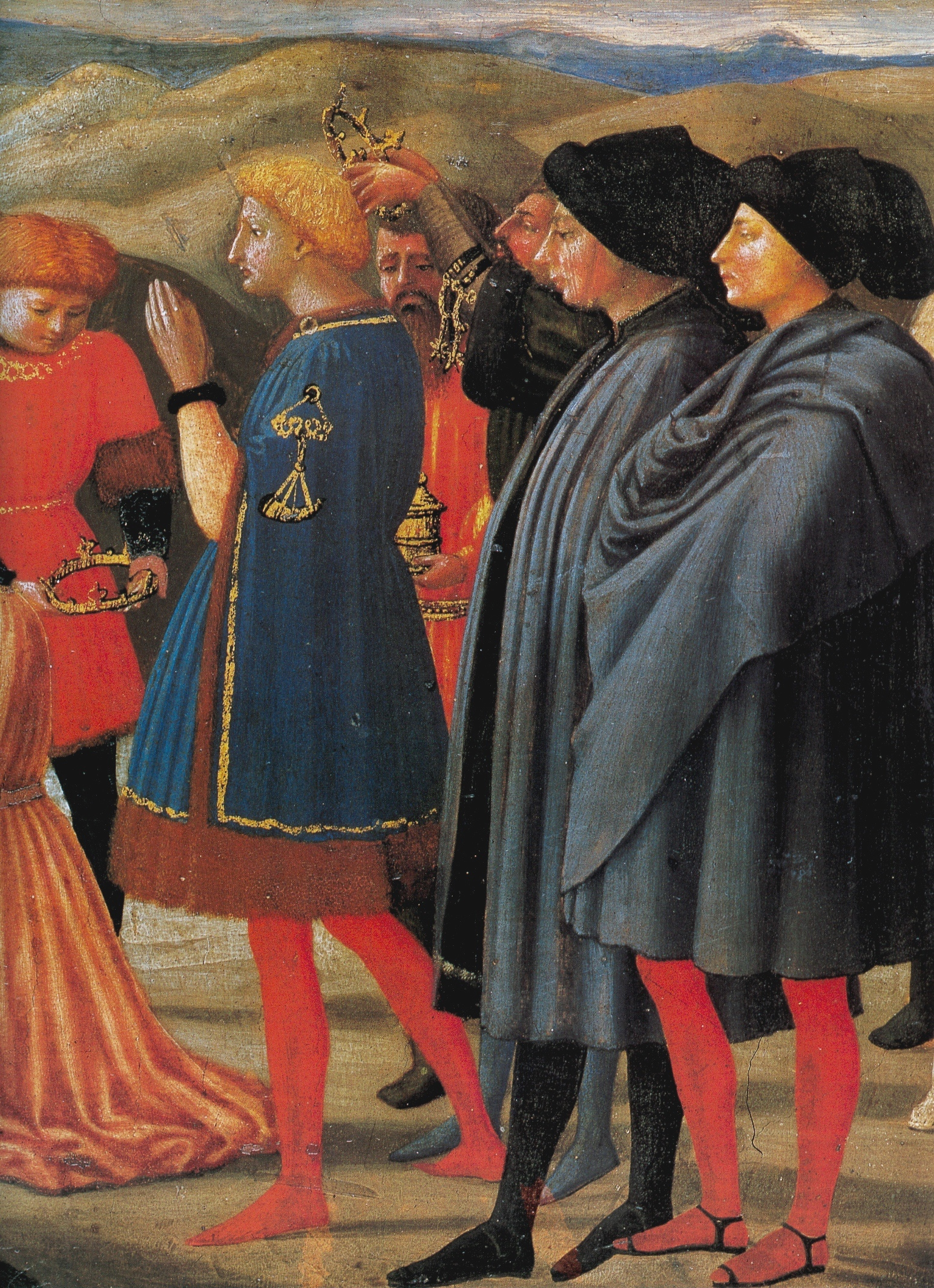
Adoração dos Magos, detalhe do painel da predela que se encontra em Berlim

Em 19 de fevereiro de 1426, Masaccio esteve em Pisa para assinar o contrato pela soma de 80 florins, ficando os materiais por conta do pintor, mesmo os mais caros, ou seja, o ouro do fundo e o azul ultramarino de boa qualidade. Foi certamente apresentado pelos Carmelitas de Florença, em cuja igreja ele havia pintado os afrescos da Capela Brancacci. Alguns historiadores consideram 1426 como o ano da finalização do famoso ciclo de afrescos, interrompidos talvez a pedido do cliente, o que permitiu o artista dedicar-se a outra obra.
Em 20 de fevereiro está registado um primeiro pagamento de dez florins e, em 23 de março, outros 15. Em 24 de julho Donatello recebe em nome do pintor dez florins. Este escultor tinha aberto oficina em Pisa naquela época para trabalhar com Michelozzo no Túmulo do cardeal Rainaldo Brancaccio. Em 23 de agosto, Masaccio voltou a Florença, mas em 25 de outubro, depois de ter recolhido outros 25 florins em Pisa, prometeu dedicar-se em exclusivo à conclusão do Políptico. Em 9 de novembro, recebeu mais três liras e, em 18 de dezembro, um seu assistente recebeu um pagamento de um florim, testemunhado por Donatello em substituição de Masaccio. Ainda em 18 de dezembro, o seu assistente, Andrea di Giusto, recebe um pagamento de oito liras e cinco soldi, enquanto a 26 de dezembro é o próprio pintor a receber o pagamento final de dezasseis florins.
Cerca de 1568, o Políptico foi visto por Giorgio Vasari que o descreveu na segunda edição de le Vite. No século XVII ou no XVIII, foi retirado do altar, desmontado da estrutura de madeira tendo sido dispersos os vários painéis.

## Reconstituição conjectural
|                         |                                                  |                                                  | Crocifissione a Napoli        |                                               |                                               |  |
| San Paolo a Pisa        |                                                  |                                                  | Sant'Andrea a Malibu          |                                               |                                               |  |
| San Paolo a Pisa        | Madonna col Bambino a Londra                     |                                                  | Sant'Andrea a Malibu          |                                               |                                               |  |
|                         |                                                  |                                                  |                               |                                               |                                               |  |
| Sant'Agostino a Berlino | Carmelitano barbuto a Berlino                    |                                                  |                               |                                               |                                               |  |
| San Girolamo a Berlino  | Carmelitano imberbe a Berlino                    |                                                  |                               |                                               |                                               |  |
|                         | Martirio di Giovanni Battista e Pietro a Berlino | Martirio di Giovanni Battista e Pietro a Berlino | Adorazione dei Magi a Berlino | Storie di san Giuliano e san Nicola a Berlino | Storie di san Giuliano e san Nicola a Berlino |  |

## Descrição
O Políptico tinha uma configuração ainda gótica estando talvez dividido em várias molduras de vários níveis e estando as figuras sobre um fundo dourado definidas em chiaroscuro obtido através de aplicações vibrantes de cor e luz.
Encontra-se a influência de Donatello e das suas esculturas na monumentalidade majestosa de algumas figuras, como a própria central da Virgem Maria ou os Santos do topo. Domina a busca da plasticidade definida mais pela iluminação do que pelo desenho. Todos os painéis deviam estar sujeitos a um único ponto de fuga de modo a unificar a composição, sendo esta a razão das figuras de pé na predela e as figuras embutidas da cúspide.
Alguns colocam a hipótese do Políptico, cujo compartimento central está visivelmente cortado nos lados, poder ter sido mais original ao colocar os santos num único painel, em torno do trono da Virgem Maria, numa composição horizontal não dividida como numa Sacra conversazione.
Um indicio desta hipótese é a presença de alguns halos de sombra à esquerda dos degraus do trono da Virgem, projetados talvez pelas figuras dos santos. Além disso, o Políptico de Pisa parece ser o modelo do Políptico da Misericórdia (1448) de Piero della Francesca, que possui uma estrutura sem compartimentos. Além deste, outras imitações precoces seriam a A Virgem Maria com o Menino no trono entre anjos e santos (1430) de Filippo Lippi, em Empoli,  e a Sacra conversazione com os santos Francisco, João Baptista, Zanobi e Lucia (c. 1445) de Domenico Veneziano.

### Painéis
- A Virgem Maria com o Menino Jesus no trono era o painel central do Políptico tendo por medidas 135,5×73 cm e encontrando-se presentemente na National Gallery de Londres.

Neste painel, sobre um fundo dourado, a Virgem Maria está sentada num trono desenhado perspectivamente com um ponto de vista rebaixado, de modo a ter em conta o ponto de vista real do espectador, encurvada como que a formar um casulo protetor do Menino Jesus que come um bago de uva, símbolo da futura Paixão. As duas figuras imponentes estão pintadas em chiaroscuro.
- A Crucificação, que tem por medidas 83×63 cm e está presentemente no Museu de Capodimonte, era o painel de topo do Políptico.

Sobre um fundo de ouro, o painel representa a Crucificação de Cristo, e visto de frente, Cristo parece ter a cabeça completamente embutida nos ombros, mas quando estava colocado na sua posição original e, visto de baixo para cima, o pescoço aparece escondido pelo tórax anormalmente protuberante, até mesmo o corpo, com as pernas desarticuladas pelos tormentos, parece compensado pela perspectiva. Em cada lado da cruz está a Virgem Maria e São João Evangelista e aos pés de Cristo está Madalena vista de trás.
- São Paulo, com 51×30 cm e que está presentemente no Museu Nacional de Pisa, seria supostamente um dos quatro painéis da segunda fiada.

S. Paulo está representado com cabelos compridos e barba grande e espessa olhando para o centro do Políptico com um olhar firme e penetrante, vestido com um amplo manto vermelho e, de acordo com sua iconografia habitual, segurando com a mão direita uma espada e com a esquerda os Atos dos Apóstolos.
- Santo André, com 51×31 cm e que está presentemente no Getty Center de Los Angeles, seria outro dos quatro painéis da segunda fiada.

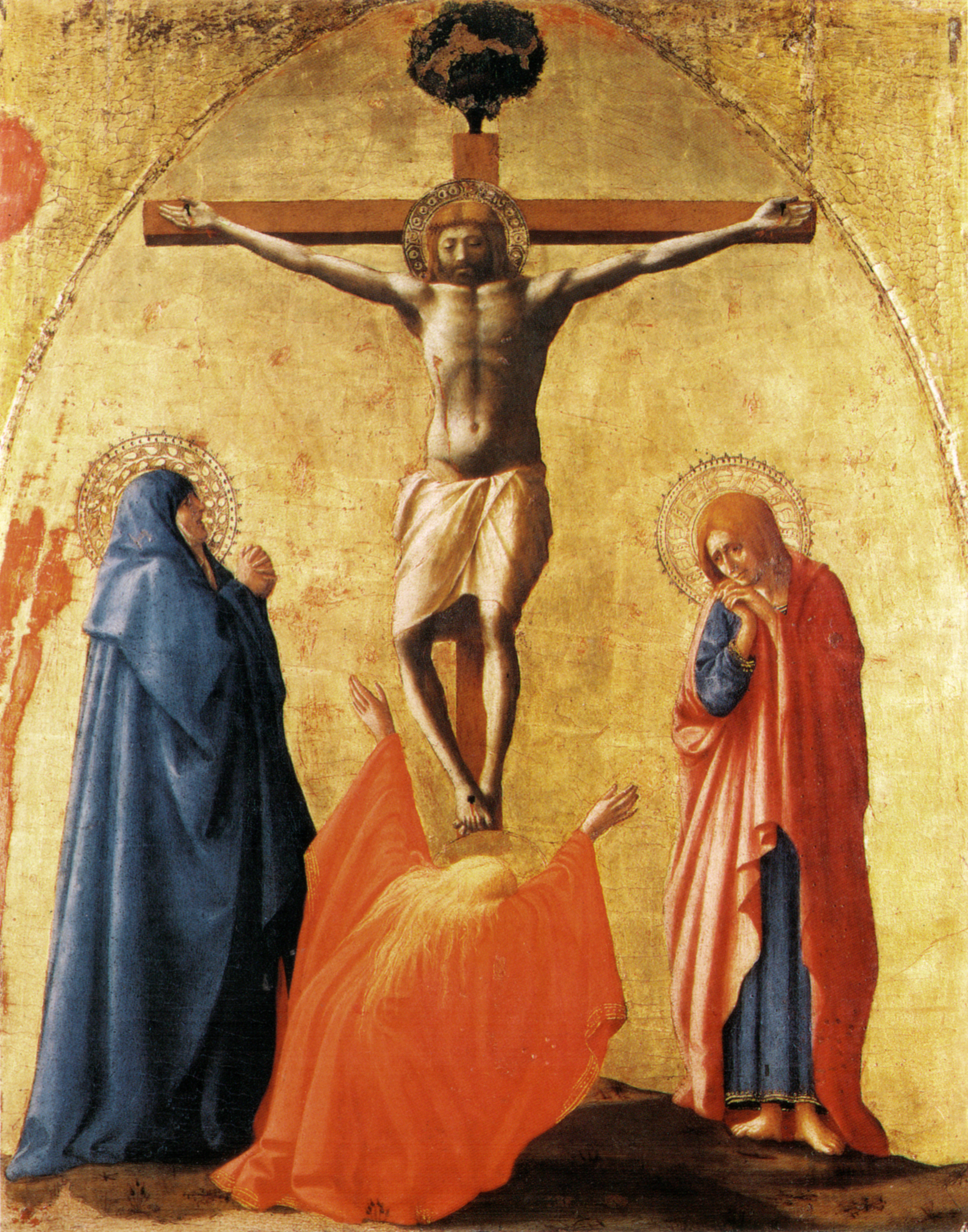
Crucificação, painel superior do Políptico que se encontra no Museu Capodimonte

- Os quatro painéis laterais da terceira fiada seriam os seguintes, todos com medidas de 38×12 cm e estando todos nos Museus Estatais de Berlim:
  - Santo Agostinho
  - São Jerónimo
  - Santo carmelita barbudo
  - Santo carmelita sem barba

- A predela seria constituida pelos seguintes três pequenos painéis que se encontram presentemente nos Museus Estatais de Berlim:

- - Crucificação de S. Pedro e Martírio de S. João Baptista
  - História de S. Julião e S. Nicolau
  - Adoração dos Magos

Perderam-se os quatro santos que estariam ao lado do painel da Virgem Maria e que, a julgar pela predela, deveriam representar S. Julião (o santo padroeiro do cliente), S. Nicolau, S. João Baptista e S. Pedro. Acima destes, pela lógica, deveriam estar outros dois painéis perdidos, juntamente com os de  S. Paulo e de S. André.

## Influência
O Políptico de Pisa foi muito estudado por seguidores e admiradores da "maniera moderna" de Masaccio, entre os quais certamente estava Filippo Lippi, talvez já envolvido na sua realização como aluno de Masaccio, e Piero della Francesca que copiou o esquema no seu Políptico da Misericórdia de Sansepolcro.